# Isola Turret
L'isola Turret è un'isola montuosa della Terra Vittoria, in Antartide. L'isola, la cui superficie risulta del tutto coperta dai ghiacci tranne che nella parte settentrionale, si trova in particolare davanti alla costa di Pennell ed è situata circa un chilometro a ovest dell'estremità occidentale della baia di Robertson, costituita da capo Barrow, la punta nord-orientale dell'isola Flat. L'isola si trova poi, così come la già citata isola Flat, in prossimità dello sbocco sul mare del ghiacciaio Shipley, i cui ghiacci circondano la sua costa meridionale.

## Storia
L'isola Turret (letteralmente, in inglese: "isola Torretta") è stata mappata per la prima volta dal reparto settentrionale della spedizione Terra Nova, nota ufficialmente come "spedizione antartica britannica 1910–1913" e comandata da Victor Campbell, ed è stata così battezzata in virtù del suo suggestivo aspetto che ricorda una torretta.